# Luciano Becchio
Luciano Héctor Becchio est un footballeur argentin né le 28 décembre 1983 à Córdoba (1,87 m) jouant comme attaquant.

## Biographie

### Débuts en Espagne
Formé à Boca Juniors, il part à 19 ans rejoindre l'Europe et l'Espagne. Il passe par 5 clubs différents lors de ces cinq premières saison, avec notamment un passage au FC Barcelone B. Mais c'est finalement en 2006 lorsqu'il rejoint Mérida qu'il lance définitivement sa carrière, marquant 28 buts en 50 apparitions.

### Angleterre
C'est alors qu'il rallie l'Angleterre et la 3e division sous les couleurs de Leeds United en 2008. D'abord installé dans un système à deux pointes, il marque 18 buts pour sa première saison, puis 17 pour sa seconde saison, son association avec Jermaine Beckford pesant alors 52 buts puis 47 buts. 
Mais c'est réellement dans un système à une seule pointe que l'argentin s'épanouit pleinement, profitant du départ de Jermaine Beckford et de la montée en Championship, il inscrit 20 buts lors de la saison 2010-2011, étant l'un des tout meilleurs buteurs du championnat, il devient par ailleurs de plus en plus populaire auprès des fans. 
Malheureusement, après avoir inscrit 56 buts en trois saisons à Leeds United, Luciano Becchio doit, en juillet 2011, être absent des terrains au début de la saison 2011-2012 en raison d'une intervention chirurgicale aux tendons. Son retour sera progressif et donc long, mais s'il lui est difficile de retrouver son meilleur niveau, il marque tout de même 11 buts.
La saison suivante est bien meilleure, avec 19 buts au compteur à la mi-saison, il est de nouveau l'arme fatale de Leeds. Néanmoins, durant l'hiver il décide de s'en aller et signe en Premier League à Norwich City, retrouvant ainsi trois de ses anciens coéquipiers de Leeds United, Johnson, Howson et Snodgrass.
L'1er septembre 2014 il est prêté à Rotherham United.

## Caractéristiques
Attaquant avec de grandes qualités athlétiques, sa grande taille notamment en fait un très bon joueur de tête, une caractéristique qui lui permet de marquer la plupart de ses buts. Mais c'est aussi un joueur très travailleur, ne rechignant pas à la tâche défensive, ce qui lui vaut d'être d'autant plus aimé par les supporters.